# Вест-Бриджвотер (Массачусетс)
Вест-Бриджвотер (англ. West Bridgewater) — місто (англ. town) в США, в окрузі Плімут штату Массачусетс. Населення — 7707 осіб (2020).

## Демографія
Згідно з переписом 2010 року, у місті мешкало 6916 осіб у 2571 домогосподарстві у складі 1824 родин. Було 2669 помешкань
Расовий склад населення:
| - 94,9 % — білих - 1,5 % — чорних або афроамериканців - 1,1 % — азіатів - 0,1 % — корінних американців - 1,0 % — осіб інших рас |

До двох чи більше рас належало 1,4 %. Частка іспаномовних становила 1,7 % від усіх жителів.
За віковим діапазоном населення розподілялося таким чином: 21,6 % — особи молодші 18 років, 60,2 % — особи у віці 18—64 років, 18,2 % — особи у віці 65 років та старші. Медіана віку мешканця становила 43,9 року. На 100 осіб жіночої статі у місті припадало 96,7 чоловіків;  на 100 жінок у віці від 18 років та старших — 94,5 чоловіків також старших 18 років.
Середній дохід на одне домашнє господарство  становив 97 336 доларів США (медіана — 85 368), а середній дохід на одну сім'ю — 112 460 доларів (медіана — 107 632). Медіана доходів становила 61 354 долари для чоловіків та 53 421 долар для жінок. За межею бідності перебувало 3,6 % осіб, у тому числі 2,1 % дітей у віці до 18 років та 5,1 % осіб у віці 65 років та старших.
Цивільне працевлаштоване населення становило 3585 осіб. Основні галузі зайнятості: освіта, охорона здоров'я та соціальна допомога — 25,6 %, науковці, спеціалісти, менеджери — 13,6 %, роздрібна торгівля — 12,4 %.